# Santuario di San Michele e del Santissimo Crocifisso
Il santuario di San Michele e del Santissimo Crocifisso è un luogo di culto cattolico situato nel comune di Recco, in via San Francesco, nella città metropolitana di Genova. Il complesso forma un'unica unità architettonica religiosa con la vicina chiesa di San Francesco d'Assisi.

## Storia e descrizione

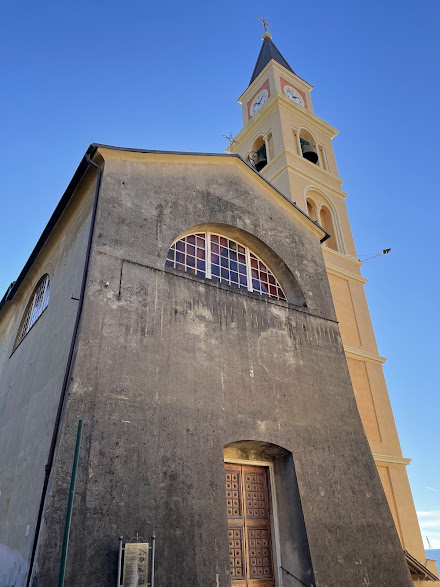
La facciata della chiesa

La nascita di un primo edificio religioso, verosimilmente intorno al XIV secolo, è legata ad un crocifisso portato a Recco, nel 1399, da alcuni pellegrini della Provenza diretti a Roma per lucrare indulgenza al pontefice Bonifacio IX.
Sotto la spinta della devozione popolare nasceranno poco dopo due confraternite - di San Martino e di San Michele Arcangelo - e proprio in questo luogo venne edificato un oratorio, dedicato all'arcangelo, quale sede dell'omonima congregazione religiosa.
Con le scorribande dei pirati saraceni lungo la costa, nel XVII secolo, e soprattutto dopo l'efferato attacco dell'ammiraglio e corsaro turco Dragut nel luglio del 1557, il Senato della Repubblica di Genova approvò e deliberò l'edificazione di due nuove postazioni difensive nel territorio recchese: una a ponente e l'altra a levante. Il castello "di levante" sorse a fianco dell'oratorio di San Michele e, con le nuove incursioni piratesche nel 1619 e ancora nel 1646, il sito offrì riparo e difesa agli abitanti qui riuniti.
Nel XVIII secolo, con il cessare degli assalti saraceni, la repubblica genovese autorizzò, nel 1782, la pressoché totale demolizione della postazione difensiva e alla locale confraternita il permesso di ampliamento della nuova chiesa, elevata al titolo di santuario nel 1776, nelle forme architettoniche attuali.
Tra le opere conservate nel santuario vi sono diverse tele dei pittori Giovanni Battista Carlone, Domenico Piola e del fiammingo Antoon van Dyck, nonché il venerato crocifisso dei Bianchi di Provenza, solennemente incoronato nel 1898.

### Il SS. Crocifisso venerato in Recco e custodito nel Santuario
Recco, luglio 1898
La sera del 21 luglio, il simulacro del Santissimo Crocifisso, definito dal sacerdote teologo Tomaso Olcese, fortezza scudo onore vanto della vetusta Recco, fu trasportato processionalmente, in mezzo ai canti e col seguito di tutta la popolazione recchese, dalla sua nicchia posta nella chiesa dedicata a San Michele Arcangelo alla chiesa parrocchiale.
Questa volta non erano state pestilenze, epidemie, siccità o altre calamità all’aver sollecitato la sua uscita in processione.
I Michelini, nel marzo precedente, avevano inoltrato istanza al sommo pontefice affinché il venerando taumaturgo simulacro del S.S. Crocifisso, da loro custodito da secoli, fosse solennemente incoronato.
La domanda era stata firmata dal comitato così composto: Avv. Giacomo Sessarego (presidente), Sac. Matteini Gentile (vicepresidente e custode della chiesa di San Michele), Giulio Picasso (superiore), Francesco Boggiano (vice superiore), Cesare Badaracco (segretario), Giovanni Fenelli (cassiere generale), Demicheli Mosè, Ognio Andrea, Giuseppe Marana, Demarchi Francesco, Paolo Passaglia, T. D’Aste, G. Gerolini, G. Savio.
Il breve pontificio di Leone, papa XIII, con il sigillo del Pescatore arrivò a conferma dell’incoronazione, con data del 20 aprile 1898. Per organizzare la cerimonia per la quarta domenica di luglio, giorno dedicato alla tradizionale festa in onore del simulacro, i preparativi furono intensi.
Si fece preparare la corona destinata alle immagini miracolose dal gioielliere Riccardo Bancalari di Chiavari e si fecero coniare delle medaglie commemorative dal sig. Stefano Johnson di Milano. Le medaglie erano di tre tipi: grande, qualità 1007, mezzane, qualità 1025 e piccole, qualità 1093. Nella parte anteriore delle medaglie di grande e media qualità vi era impresso il simulacro incoronato con le sacre parole “Omnia traham ad me ipsum” (Attirerò a me tutti gli uomini); nella parte posteriore fu impressa la scritta “simulacro del S.S. Crocifisso venerato in Recco e solamente incoronato il 24 luglio 1898”. Per le medaglie piccole la parte anteriore recava impressa il simulacro del S.S. Crocifisso con la suddetta iscrizione, nella parte posteriore l’immagine di N.S. del Sacro Cuore di Gesù, essendo in quella chiesa di grande venerazione.
Quattro medaglie grandi furono coniate in oro per essere regalate ai Vescovi intervenuti, le altre erano in argento per omaggio a diverse persone distinte e bianche.  Le mezzane bianche erano con contorno dorato, le piccole erano in argento, bianche e gialle.
Furono organizzate le illuminazioni del paese, le musiche con la partecipazione delle bande musicali e i festeggiamenti civili.
All’alba del 22 luglio, il suono dei sacri bronzi della plebana, sacra a San Giovanni Battista, ricca di paramenti, preziosi marmi e sfolgorante d’oro in foglia, i cui restauri della cupola erano stati completati solo un anno prima, annunciavano in mezzo ai fasti il principio delle celebrazioni.
I sacri riti seguirono il programma definito: il giorno 22 celebrò la messa solenne il rev. Pietro Olcese, arciprete di Recco con assistenza pontificale di monsignor Fedele Abbati. I vespri solenni della sera furono pontificati dal monsignor Abbati e il panegirico del chiarissimo oratore, Modesto Torre dei Minori di San Francesco della provincia di Lucca, completò i riti del venerdì.
Sabato 23, la messa solenne fu celebrata da monsignor Riva, arciprete di Camogli, con assistenza pontificale di monsignor Giacinto Rossi, vescovo di Sarzana. I vespri solenni furono pontificati dal monsignor Abbati, seguiti dal panegirico di monsignor David Demicheli, arciprete della pieve di Sori.
L’alba della domenica del 24 luglio fu salutata a salve dallo scoppio di diversi mortaretti, alle sette la messa della comunione generale fu celebrata dal reverendo monsignor Tommaso Marchese Reggio.
Alle 10:30 il pontificale fu a cura di sua eccellenza monsignor Carli, vescovo ausiliare di Genova, assistito pontificalmente dall’arcivescovo Tommaso Marchese Reggio che eseguito il rito speciale prescritto dalla S. Congregazione prese la corona d’oro e recitando la breve formula la impose sul capo del Venerando Crocifisso (non trovando nella liturgia della Chiesa il rito per l’incoronazione del Crocifisso si dovette fare un rito dedicato a questa specifica circostanza in quanto all’epoca non si conosceva altro simulacro del S.S. Crocifisso che fosse stato solennemente incoronato). Allora tutte le campane della città suonarono libere a festa e la cerimonia fu terminata dal mons. arcivescovo con la trina benedizione che erano quasi le due del pomeriggio.
Dopo i vespri della sera, accompagnati dalle musiche del professor Gualco, e i discorsi di chiusura dell’Arcivescovo, ebbe luogo la grandiosa e imponente processione per le vie della città. Apriva la processione la congregazione delle figlie di Maria, tutte vestite di bianco, seguivano le suore del Sacro Cuore di Gesù, la congregazione delle madri cristiane, la congregazione di San Luigi con il suo ricco labaro e la congregazione del Santissimo Sacramento. Era poi la volta dell’arciconfraternita del S.S. Crocifisso, con il suo gonfalone e le cappe ricamate in oro, seguita dal clero secolare e regolare che alternava i suoi canti e inneggiava a Dio. Il venerando simulacro era portato dai sacerdoti, Gio Batta Priano e Fortunato Lavarello. Seguivano i tre vescovi con i loro lunghi piviali le mitre e i pastorali.
La processione percorse via XX Settembre, via Roma, via Biagio Assereto, via San Francesco, immersa in una folla di popolo ordinata, silenziosa e riverente. Giunti alla chiesa di San Michele, ebbe luogo la benedizione eucaristica, imposta da monsignor arcivescovo, preceduta dal Tantum ergo. Il novello santuario, con gli affreschi del Paganelli, del Quinzio e dell’Isola, era risplendente di luce, riflessa da tanti lumi che si specchiavano nelle pareti dorate, negli ori e negli argenti degli arredi.
C’erano i due crocifissi che normalmente erano portati nelle processioni, un Cristo bianco del Settecento, con lastre di argento a fiori con i “canti” d’argento, sostituiti successivamente con un più modesto metallo argentato, il cui peso era di circa ottanta chili e il Cristo moro, nuovo all’epoca, con la sua croce a imitazione di tartaruga il cui peso era di circa cento chili.
San Michele, abilmente scolpito in legno da autore sconosciuto, osservava dalla sua cassa, di forma rara e artistica, rivestita in tartaruga. Una leggenda, riportata dal sacerdote Matteini nel suo scritto, narra che lo scultore a cui fu consegnato il blocco di legno per la statua, dopo averlo sbozzato, la mattina del giorno successivo trovò la statua già completata e non gli restò altro che consegnarla in chiesa sostenendo che l’autore di questa scultura era stato il cielo.
La festa continuò fino a tardi, la città era illuminata con palloncini, bicchierini variopinti, ad archi, a raggi, a mazzi, a pioggia. Una tempesta di colpi di mortaretti provocò un rumore assordante e prolungato.
Le bande musicali, sempre indispensabili per la riuscita dei festeggiamenti, allietarono gli animi. Quella di Nervi aveva suonato nel pomeriggio e lungo la processione, quella del terzo reggimento fanteria svolse un attentissimo e applauditissimo programma.  Gli avvenimenti furono sinteticamente riportati dalla stampa: il Cittadino, il Caffaro, il Secolo XIX di Genova e la Sveglia di Chiavari.
I recchesi definiscono il simulacro del S.S. Crocifisso, semplicemente Santo Cristo o Cristo delle Grazie, secondo gli scritti risale al 1399 ed è testimone del pegno che i Bianchi di Provenza lasciarono a Recco durante il loro soggiorno. La sua storia è ricca di grazie e miracoli: Recco liberata dalla peste del 1656 e 57, Recco salvata dalla siccità nel 1823, dal Colera nel 1835 e dal terremoto nel 1887.
Esistono poi testimonianze di tante persone miracolosamente guarite: Rosa Angela Rovegno, figlia di Giacomo e Maria Pozzo, nata il 13 febbraio 1791 e maritata Demicheli Nicola di Francesco, fu giudicata, senza speranza, in pericolo di vita dal medico e le furono amministrati i Santi Sacramenti. Il marito dopo aver pregato il Santissimo Crocifisso, verso la mezzanotte fu svegliato dalla moglie che gli annunciava di essere guarita. Il dottore e il sacerdote che si recarono in visita all’alba vedendola viva ne furono meravigliati. La signora Rosa dichiarò che in fondo ad una galleria buia, nella luce aveva visto comparire il Santo Cristo che le aveva messo una mano sul costato.
Un giovane operaio, Giacomo Ageno, di diciotto anni, divenuto infermo dopo essere caduto dai ponteggi, guarì dopo essere stato massaggiato dalla madre con l’olio della lampada che ardeva dinanzi al Santo Cristo
Un bimbo, Giovanni Buono Andrea Beraldo, che era diventato cieco da due anni, in preghiera davanti al S.S. Crocifisso il Venerdì Santo del 1809 riacquistava la vista.
Antonio Rosaguta del fu Giacomo e di Caterina Revello, nato il 9 gennaio 1833, ottenne dal S.S. Crocifisso la grazia di essere salvato dal mare in tempesta dopo esserci accidentalmente caduto, travolto sulla spiaggia da un’onda, il giorno 19 marzo 1851.
Un tempo erano posti vicino al S.S. Crocifisso, cinque quadri votivi a testimonianza delle grazie ricevute dai naviganti, oggi ne sono rimasti solo i primi due indicati di seguito:
Primo quadro – il brick “Stella”, comandato dal capitano Giovanni Gandolfo ancorato sulla rada di Buenos Aires, soffrì un gran temporale nei giorni 8, 9 e 10 ottobre 1840 e fu salvo
Secondo quadro – Anno 1845, 28 gennaio, il brick-schooner “Assunta”, capitano Pasquale Revello di Recco naufragò sulla spiaggia di Baratto
Terzo quadro – il brigantino “Antonietta”, comandato dal capitano Benedetto Gandolfo ebbe a soffrire un pesante temporale nel golfo di Venezia nei giorni 15, 16 e 17 marzo 1852
Quarto quadro – Grazia concessa dal S. Cristo delle Grazie al marinaio Francesco Queirolo in una grave tempesta sofferta nella Manica d’Inghilterra sulla barca la “Sorte”, il giorno 2 febbraio 1861 nella quale dovettero far getto di parte del carico onde alleggerire alquanto il bastimento e poter quindi salvare nave e vite umane.
Quinto quadro – Orribile uragano sofferse la barca nominata “Adelita”, Capitano G.B. Caffarena, long. 72°-34’ O, latitudine 57°-20’ Sud a Capo Horn il 2 luglio 1875. Il taglio degli alberi del bastimento in balia di furioso vento e gigantesche onde e le preghiere al Santo Crocifisso consentirono di ottenere la grazia e andare a salvamento.
Per eternare la memoria della solenne incoronazione, venne posta sulla porta laterale del Santuario una targa in marmo.
Nel frattempo, ogni anno, la quarta domenica di luglio, anche se a volte per motivi logistici si anticipa alla terza domenica, nel Santuario i confratelli e la cittadinanza continuano a festeggiare il “Santo Cristo”. La stessa nicchia, da secoli posta sopra all’altare, viene aperta per l’occasione e il nostro bel Cristo delle Grazie viene sistemato vicino all’altare, in basso, affinché tutti, a volte distratti e ignari della storia che racconta, possano vederlo e pregarlo da vicino.
Gran parte dei documenti che attestano la nostra storia si sono smarriti, l’ultima guerra, a Recco, ha fatto scempio degli archivi e di tanti arredi quali il cristo bianco e la cassa di San Michele, ma grazie ai racconti dell’epoca, in questo caso ordinatamente esposti dai sacerdoti Tomaso Olcese e Gentile Matteini, ancora oggi possiamo leggere e riflettere su quello che accadde nella nostra piccola città in quelle due giornate di festa dei mesi di luglio di fine Ottocento.
Grazie agli scritti di questi sacerdoti si comprende chiaramente l’orgoglio che animava i recchesi, l’amore e la cura dedicata ai propri luoghi di culto. In un periodo distante dall’apparente efficienza dei nostri giorni, in cui le illuminazioni di chiese e città erano fatte con le candele, con un clero numeroso e una moltitudine  di persone che partecipava attivamente alla vita del paese e alle funzioni religiose dilatate in tempi che oggi sono difficili solo a immaginare, in quella primavera del 1898, in brevissimo tempo, i Michelini organizzarono una grande festa, senza esitare, nel solco della tradizione,  dall’impegnarsi in spese non indifferenti.
Fonti
Sacerdote teologo Tomaso Olcese - “Le meraviglie del S.S. Crocifisso venerato in Recco sotto il titolo di Santo Cristo” – Chiavari 1897 – tip. Artigianelli di A. Gemelli.
Sacerdote Gentile Matteini – “Cenni storici del Santuario di Recco” - 22 dicembre 1900.

### Tele custodite all'interno del Santuario
All’interno del Santuario si trovano pregevoli tele: “Santa Caterina Fieschi Adorno all’ospedale del Pammatone” è opera di un artista romano, Marco Benefiàl, dipinta poco prima del 1737, la tela è stata oggetto di restauro a Genova, nel 1947;  “La Coronazione di Spine” e “La Terza Caduta di Gesù Cristo sotto la Croce” sono di Giovanni Battista Carlone; “la Crocifissione” è attribuibile a casa Piola, la grande famiglia di artisti che ha dato forma al barocco genovese, qui segnatamente a Domenico Anton Maria e aiuti della bottega; “La Pietà”, “L’Orazione nell’Orto” e “La Flagellazione di Gesù Cristo” non hanno una chiara e documentata attribuzione ad autore certo; un bel quadro dipinto da un’abile mano a fine del 1800 è quello che raffigura la prodigiosa pesca di San Pietro nel lago di Genesaret obbedendo al comando di Gesù; al di là dei contenuti artistici questa tela, va ricordata perché fu donata dai pescatori di Recco che in tempi di ristrettezze, non esitarono a fare sacrifici e a tassarsi per farla dipingere e donarla al Santuario. Un altro dipinto ci ricorda quando in seno alla Confraternita di San Michele esisteva un’accorata devozione alla S.S. Trinità con l’obiettivo di attuare quelle opere di carità evangelica quali, ad esempio, il riscatto degli schiavi catturati dai saraceni durante le loro incursioni lungo le coste della nostra Italia. Nella sua impostazione pittorica l’opera raffigura l’apparizione della Madonna ai Santi Raimondo di Penafort e Pietro Nolasco. Nella gloria si ammira la S.S. Trinità dalla quale si stacca il Cristo sorreggente la Croce. La Madonna ha in mano i ceppi della schiavitù tolti ai due schiavi e il tutto è a testimonianza della fratellanza tra gli uomini, senza alcuna distinzione di casta e colore.

### Il campanile
Il campanile del Santuario di San Michele da anni costituisce un elemento caratteristico della città di Recco. In questo caso il campanile non si limita alla sua funzione di torre campanaria ma, al di là dei significati religiosi, con la sua sagoma impreziosisce il panorama del golfo Paradiso, diventandone un elemento distintivo.
Un campanile, per definizione, è una costruzione elevata allo scopo di diffondere il più lontano possibile il suono delle sue campane, per consentire il richiamo dei fedeli e per indicare da lontano il luogo di Dio.
Lo schema costruttivo di questo interessante campanile ha una planimetria quadrata, ed è posto di fianco alla facciata principale della chiesa, come per lo più in uso in Italia. La sua cuspide è piramidale e sotto all’orologio, fabbricato dalla ditta del cavalier Federico Terrile di Recco, nella cella campanaria superiore, raccoglie, oltre ad una campana di piccole dimensioni, utilizzata per il suono delle ore, quattro belle campane.
Questi bronzi, ricchissimi di particolari in rilievo, svelano tanti dettagli testimoni del tempo; tre risalgono all’anno 1914 mentre la campana più antica sembra risalire all’anno 1881.
Quella rivolta verso il mare, a sud, per ragioni di sicurezza è purtroppo inutilizzabile e nella parte accessibile, dal lato interno del campanile, si leggono in rilievo i nomi di chi l’ha donata: Cordiglia Sidrac, Maria Anna Beraldo, Teresa Beraldo; quella verso ovest è intitolata al S.S. Crocifisso ed è stata donata dal signor Edoardo Liceti, quella verso est raffigura l’arcangelo Michele. La più antica è intitolata a Maria Vergine.
Secondo le memorie pubblicate dal sacerdote Gentile Matteini, il 22 dicembre 1900, il disegno del campanile, in stile neoromanico, fu eseguito dal conte Giorgio de Arcari, architetto, che ne prospettava un’altezza di circa 39 metri e all’epoca è citato tra le opere da completarsi al più presto per dare lustro al Santuario.
Per costruire il bel campanile, al quale collaborò anche l’ingegner Domingo Ognio, si adoperarono in tanti, volontariamente e senza pretendere alcun compenso. Il costo stimato per realizzare l’opera, nel 1900 era di ottomila lire.
Con l’ausilio di scivoli, carrucole, corde e ponteggi in legno, oltre alla semplice forza di tante braccia, furono trasportate pesanti pietre e tanti mattoni, le pietre furono squadrate da abili scalpellini e in breve tempo i “Michelin” completarono, con grande orgoglio, il loro nuovo campanile. Era probabilmente il 1916, come attestato da un opuscolo promozionale del Santuario che ne riassume la storia; le campane datate 1914 sembrano confermare questa ipotesi.
I nomi di alcuni dei benefattori e benemeriti che sicuramente contribuirono all’esecuzione di questa opera sono trascritti nella lapide posta in Chiesa, tuttora leggibile.
Arrivò la guerra, una delle tante alle quali questa chiesa dovette assistere, e dal novembre del 1943 il campanile fu un silente testimone dei bombardamenti e delle conseguenti distruzioni: vide sparire, insieme alle vite di tanti recchesi, l’adiacente chiesa dei frati francescani e la ben più importante chiesa parrocchiale oltre che al tetto della sua stessa chiesa, con le sue incantevoli pitture affrescate e gli ori in foglia che impreziosivano gli stucchi di cornicioni, capitelli, archi, colonne e lesene. Andarono persi tanti documenti e atti, volarono marmi e arredi che a conflitto finito, con i sacrifici personali di tanti confratelli, furono con lodevole impegno, in gran parte ricomposti.
La robusta torre campanaria, indubbiamente ben pensata e costruita, riuscì a resistere indenne ai bombardamenti delle forze alleate, fiera testimone della tenacia di chi l’aveva voluta costruire, non solo per dare lustro alla città ma anche in memoria degli sforzi dei tanti predecessori che non avevano esitato, verso la fine del XVI secolo, a richiedere il permesso al senato della repubblica genovese di ricostruire il loro vecchio oratorio nel luogo originale, demolendo parte del castello di ponente a colpi di mina e piccone.
L’odierno campanile sostituì il precedente che si ergeva di circa cinque metri oltre il tetto della chiesa, sul lato orientale interno, dotato di una sola campana, costruito nel 1814, dopo i cannoneggiamenti britannici e la caduta di Napoleone.
Le cronache ci raccontano di un terribile incendio che nel 1824, mentre il Tagliafico affrescava in chiesa la battaglia di San Michele, distrusse la sacrestia, libri di amministrazione, manoscritti e memorie.
Una nota del sacerdote Matteini riporta che il 26 novembre del 1824 i “Michelini” fecero istanza al consiglio comunale di Recco per riavere 200 lire imprestate al comune nel 1799 e allo stesso tempo per ottenere un sussidio al fine di continuare l’ornamento in oro e in pittura del loro oratorio e riparare i danni cagionati dall’incendio della sacrestia (archivio comunale – lettere anno 1824, n°20)
Quando esistevano sensibilità diverse da quelle dei nostri giorni, le campane erano un mezzo di comunicazione capace di emozionare cuore e mente dei fedeli; quelle datate 1914 furono fuse in bronzo dalla fonderia “Francesco Picasso” di Recco.
Era nei giorni di festa, che per tanti anni della seconda metà del secolo scorso, “Mìngo”, Domenico Moncalvo, si preoccupava di suonare le campane: si appendeva alle corde con forza, sicuro e senza alcun timore e in poco tempo le campane iniziavano ad oscillare oltre il profilo del campanile, manovrate in sicurezza, con gesti fermi e precisi. La percussione del battaglio produceva una deformazione nel metallo del vaso sonoro che iniziava a vibrare emettendo i suoi suoni intensi e armonici.
Quelle armonie e quei suoni gioiosi erano di conforto a molti, le campane suonate dal buon Mìngo danzavano per minuti tra l’azzurro del cielo e quello del mare, libere di roteare e suonare a festa, per poi lasciare dolcemente spazio alle funzioni.
A testimonianza dell’attaccamento alle proprie origini, i componenti della confraternita del Santissimo Crocifisso non hanno mai esitato a spendere per dare lustro al loro santuario.
Nel 2015, grazie alla grande generosità di due benefattori, la signora Emma Bonelli e il signor Giacomo Priario “Giàcomotto”, grande giocatore della pallanuoto di un tempo, intimamente legati alla loro Recco e a questo bel santuario, e grazie a tanti altri piccoli e non meno importanti contributi, il campanile è stato oggetto di un restauro conservativo. Stùcco e pitûa … come avrebbero detto gli antichi, perché per fortuna la struttura originale resiste.
Adesso il bel campanile, dopo aver superato i bombardamenti e l’ardire di qualche fulmine è ritornato a brillare sotto il sole del golfo paradiso, ci richiama alla sua chiesa, un luogo sacro, dove chi ci ha preceduto usava raccogliersi numeroso per esprimere la propria fede e le proprie antiche tradizioni, custode di parte della nostra storia e di tante belle opere d’arte, dalle pregevoli tele della scuola barocca genovese ai tanti marmi finemente cesellati.